# Papyrus 127
Papyrus 127 of {\displaystyle {\mathfrak {P}}^{127}} (volgens de nummering van Gregory-Aland), of P.Oxy. 4968, is een oud Grieks afschrift van het Nieuwe Testament op papyrus. Het bevat het Handelingen van de Apostelen 10,32-35, 40-45; 11,2-5, 30; 12,1-3, 5, 7-9; 15,29-31, 34-36, (37), 38-41; 16,1-4, 13-40; 17,1-10; het zijn fragmenten. Op grond van schrifttype wordt een ontstaan vroeg in de 5e eeuw aangenomen.
Het wordt bewaard in de Papyrologie afdeling van de Art, Archaeology and Ancient World Library in Oxford (Verenigd Koninkrijk), nr 4968. Vermoed wordt dat de tekst van papyrus 140 afkomstig is uit dezelfde codex.

## Tekst
De Griekse tekst van de codex vertegenwoordigt de Alexandrijnse tekst.

### Officiële registratie
- Continuation List Institute for New Testament Textual Research, University of Münster. Retrieved March 29, 2010